# Garnizon Wołkowysk
Garnizon Wołkowysk – garnizon w Wołkowysku zajmowany kolejno przez instytucje i jednostki wojskowe  Armii Imperium Rosyjskiego, Wojska Polskiego II RP i Armii Czerwonej.

## Garnizon Armii Imperium Rosyjskiego
- XVI Brygada Artylerii 16 DP

## Garnizon Wojska Polskiego II RP

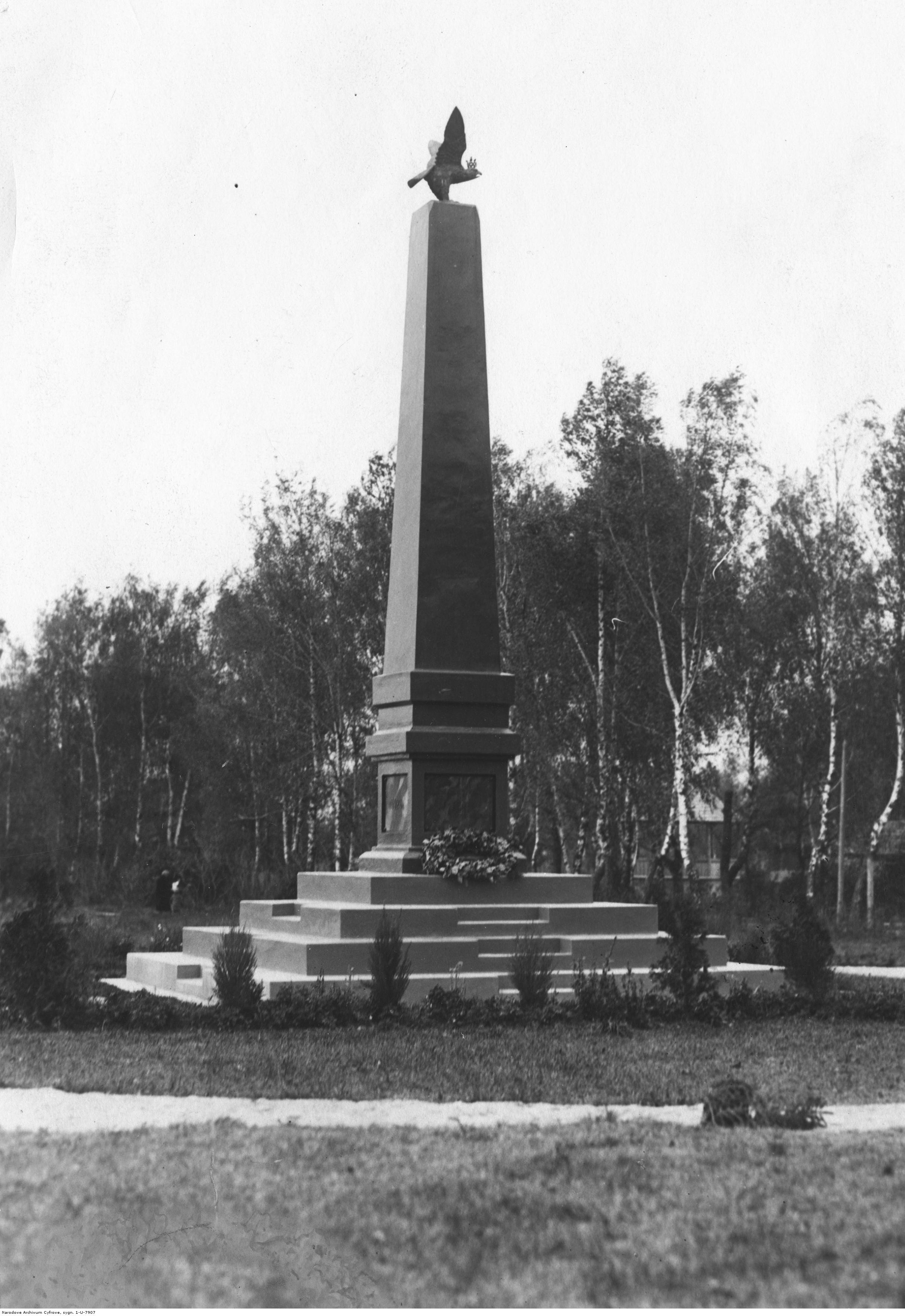
Wołkowysk - pomnik ku czci poległych w latach 1918-1920

Garnizon Wołkowysk znajdował się na terenie Okręgu Korpusu Nr III.
Jednostki występujące w organizacji pokojowej WP w latach 1921-1939:
- Dowództwo VIII Brygady Kawalerii (od 1924, później przeniesione do Białegostoku)
- 3 Pułk Szwoleżerów Mazowieckich im. płk. Jana Hipolita Kozietulskiego (do maja 1922)
- 3 Pułk Strzelców Konnych im. Hetmana Polnego Koronnego Stefana Czarnieckiego[1] (od 8 XII 1922)
- Szwadron Zapasowy 4 Pułku Ułanów Zaniemeńskich
- Szwadron Zapasowy 13 Pułku Ułanów Wileńskich
- Składnica Materiału Intendenckiego Nr 15
- Rejonowy Inspektor Koni
- Powiatowa Komenda Uzupełnień Wołkowysk (1927-1938)
- Komenda Rejonu Uzupełnień Wołkowysk (1938-1939)
- Parafia Wojskowa pw. św. Wojciecha
- Posterunek Żandarmerii Wołkowysk

Jednostki formowane w mobilizacji alarmowej, w sierpniu 1939 r. (w nawiasie podano nazwy jednostek mobilizujących):
- Komenda Placu "Wołkowysk" Typ I (KRU Wołkowysk)
- 4 kompania Batalionu Wartowniczego Nr 32 (KRU Wołkowysk)
- Kompania Ochrony Linii Kolejowych Nr 53 (Komenda Placu Wołkowysk, 3 pluton w m. Świsłocz)
- Kompania Karabinów Maszynowych Przeciwlotniczych Typ B Nr 312 (3 Pułk Strzelców Konnych)
- Szwadron Kolarzy Nr 9 (3 Pułk Strzelców Konnych)
- Pluton Sanitarny Konny Typ II Nr 89  (3 Pułk Strzelców Konnych)
- Kolumna Taborowa Kawaleryjska Jednokonna Typ I Nr 358 (3 Pułk Strzelców Konnych)
- Warsztat Taborowy Nt 344 (3 Pułk Strzelców Konnych)
- Składnica Materiału Intendenckiego "Wołkowysk" Typ IV (SMI Nr 15)
- Drużyna Piekarska (SMI Nr 15)
- Kadra Kompanii Roboczej Nr 324 (SMI Nr 15)

Jednostki formowane w mobilizacji powszechnej, we wrześniu 1939 r.:
- Szwadron Marszowy Nr 1 dla Wileńskiej BK (Szw. Zapas. 4 Pułku Ułanów)
- Szwadron Marszowy Nr 2 dla Wileńskiej BK (Szw. Zapas. 13 Pułku Ułanów)
- Uzupełnienie Marszowe Szwadronu Łączności Nr 3 (Szw. Zapas. 4 Pułku Ułanów)
- Uzupełnienie Marszowe Szwadronu Kolarzy Nr 3 (Szw. Zapas. 4 Pułku Ułanów)
- Uzupełnienie Marszowe Szwadronu Pionierów Nr 7 (Szw. Zapas. 4 Pułku Ułanów)
- Ośrodek Zapasowy Kawalerii "Wołkowysk" (Szw. Zapas. 4 Pułku Ułanów)
- Szwadron Marszowy Nr 4 dla Nowogródzkiej BK (3 Pułk Strzelców Konnych)
- Uzupełnienie Marszowe Szwadronu Kolarzy Nr 9 (3 Pułk Strzelców Konnych)
- Stacja Wyżywienia "Wołkowysk" (SMI Nr 15)
- Stacja Zborna (KRU Wołkowysk)
- Stały Punkt Sanitarny PCK "Wołkowysk" (Okręg PCK Białystok, Oddział Wołkowysk)
- Szpital Wojenny Typ I Nr 302 (Kadra Zapasowa 3 Szpitala Okręgowego w Sokółce na bazie ewakuowanej z Suwałk pierwszego dnia mobilizacji Garnizonowej Izby Chorych; planowany termin rozwinięcia w Wołkowysku - do 15 dnia mobilizacji)
- Kompania Robocza Drogowo-Kolejowa Nr 132 (Oddział Drogowy PKP Wołkowysk)

Jednostki improwizowane w trakcie kampanii wrześniowej 1939 r.:
- Rezerwowa Brygada Kawalerii "Wołkowysk"

## Garnizon Armii Czerwonej w latach 1939-1941
- 1 Zapasowy Batalion Czołgów T-28
- 922 Okręgowy Skład MPS
- Dowództwo 11 Korpusu Zmechanizowanego
- Dowództwo 204 Dywizji Zmotoryzowanej
- Wojskowa Komenda Odcinka Kolejowego i Stacji Wołkowysk
- 219 Dywizjon Artylerii Przeciwlotniczej Wojsk OPL
- 1 Pluton Wielkokalibrowych Karabinów Maszynowych
- 36 Dywizja Kawalerii
  - 7 Samodzielny Kozacki Szwadron Łączności
  - 33 Samodzielny Dywizjon Artylerii Przeciwlotniczej
  - 14 Samodzielny Pluton Przeciwgazowy
  - 67 Ruchomy Warsztat Samochodowy Naprawy Sprzętu Obozowego
  - 67 Warsztat Rymarsko-Szewski
  - Prokuratura Wojskowa
- 311 Pułk Artylerii Armat
- 638 Pułk Rakietowy (sformowany w 1960 r., później dyslokowany do Słonimia)